# Alfonso Menna
Alfonso Menna (Domicella, 22 gennaio 1890 – Salerno, 11 aprile 1998) è stato un politico italiano, alto funzionario della pubblica amministrazione, sindaco di Salerno per un quindicennio, dal 10 luglio 1955 al 19 ottobre 1970.

## Biografia

### Carriera amministrativa
Nato nel 1890 a Domicella, in provincia di Avellino, e conseguito nel 1911 il diploma di segretario comunale, fu assunto con le funzioni di vice segretario ragioniere presso il comune di Sarno. A seguito di concorsi per titoli ed esami, nel 1914 passò a quello di Salerno con le funzioni di vice segretario di sezione dove fu destinato a prestare servizio presso la segreteria generale. A piccole tappe, nello spazio di oltre trenta anni, conseguì il posto di vice segretario generale poi, a seguito di inquadramento nel ruolo nazionale dei segretari comunali, raggiunse il vertice della carriera con la qualifica di segretario generale di prima classe e fu destinato a Salerno per la morte del titolare.

### Impegno civile nell'alluvione di Salerno del 1954
Nel 1954, a seguito dell'alluvione che colpì Salerno, Menna fu uno dei più energici soccorritori, tanto da conquistarsi le simpatie indistinte di molti ceti sociali, e meritandosi, nel 1958, la decorazione di Grande Ufficiale Ordine al Merito della Repubblica Italiana e la Medaglia d'Argento al Valor Civile.
In seguito, ormai in pensione dopo 40 anni di lavoro nell'amministrazione pubblica, fu chiamato all'incarico di dirigente dell'Istituto nazionale per la gestione delle imposte del consumo, all'indomani di un grosso scandalo che aveva coinvolto l'ente.

### Impegno politico
Nel 1956, mentre era a Roma per l'incarico dirigenziale ricevuto, accettò la proposta della Democrazia Cristiana di candidarsi al consiglio comunale di Salerno nelle elezioni indette per il maggio dello stesso anno.
A causa di un grave infortunio che lo trattenne in ospedale a Roma (e che lo lasciò leggermente zoppo a vita), non poté neppure partecipare a gran parte della campagna elettorale. Questo lo tagliò fuori dai giochi di alleanze sui voti di preferenza del suo partito. Giunse a Salerno pochi giorni prima del voto e tanto gli bastò per sovvertire ogni pronostico: pur essendo 23º della lista, fu il primo eletto con 7 046 preferenze, molte di più del secondo eletto, il deputato Carmine De Martino, che ne ottenne 4 713. Dei 40 candidati del suo partito, inoltre, ne furono eletti ben 14, un risultato che aprì a Menna la strada per la poltrona di sindaco.
Questi furono, in dettaglio, i risultati delle elezioni del 27-28 maggio 1956:
- Democrazia Cristiana 16 353
- Monarchici nazionali e Movimento Sociale Italiano 10 718
- Partito Socialista Italiano 8 918
- Partito Comunista Italiano 5 762
- Partito Liberale Italiano 2 679
- Partito Socialdemocratico 2 313
- Partito Monarchico Popolare 4 255

Resi noti i risultati dello spoglio, Menna cominciò a lavorare subito al suo programma, accogliendo le istanze dei consiglieri di alcuni partiti di sinistra per dar vita ad un'amministrazione monocolore di minoranza. Siglati gli accordi, il 10 luglio 1956 fu convocato il consiglio comunale.
Menna fu eletto sindaco con 22 preferenze mentre i rimanenti nove consiglieri si astennero. Come assessori effettivi furono scelti Leopoldo Fulgione, Domenico Capano, Renato Camaggio, Achille Napoli, Matteo Mari e Vincenzo Storniello. Come assessori supplenti furono eletti Goffredo Guarino e Pellegrino Cucciniello. Il suo fu il primo esperimento di centro sinistra in Italia: governo della DC, appoggio dei socialisti ed astensione dei comunisti.
Menna fu sindaco di Salerno per i successivi 14 anni: dal 10 luglio 1956 al 10 ottobre 1970.
Il nuovo sindaco prese la redini della città in un periodo molto delicato: appena due anni prima aveva subito, insieme a diversi comuni della costiera amalfitana, la rovinosa alluvione del 25 ottobre 1954, che aveva aperto numerose ferite, all'epoca della sua elezione non ancora sanate. Menna si era già impegnato a fondo per guarirle, prestando soccorso in prima persona alle persone colpite: per questo motivo fu insignito della Medaglia d'argento al merito civile nel 1968.
Fra le opere realizzate sotto il suo governo si ricordano il recupero del cosiddetto Castello di Arechi, del Forte La Carnale, numerose iniziative di verde pubblico in città e rimboschimento delle colline che la sovrastano proprio per prevenire nuove frane ed alluvioni, allargamento del Lungomare di Salerno, ridisegno di piazza della Concordia con il Monumento al Marinaio di Salerno, rettifica dei confini con Vietri sul Mare e Pellezzano, e, soprattutto, la "battaglia" per l'Università cittadina e per la sua ubicazione all'interno della città (in seguito il campus universitario fu trasferito nel territorio decentrato di Fisciano, 10 km a nord lungo la valle dell'Irno).

### Morte
È morto nel 1998 all'età di 108 anni.

### Vita privata
Suo figlio Filiberto Menna (1926-1988) è stato un insigne storico dell'arte.